# Circuito delle World Series of Poker
Il Circuito delle World Series of Poker è una serie di tornei di poker che si aggiungono alle World Series of Poker. A differenza di queste ultime, il Circuito viene giocato in diversi casinò (sempre di proprietà dell'Caesars Entertainment Corporation) e in diversi periodi dell'anno. Il circuito è stato introdotto nel 2005
Ogni tappa del circuito prevede un evento di No Limit Hold'em con un buy-in di 5.000 dollari. Il vincitore di ogni evento è iscritto d'ufficio al Main Event delle World Series of Poker, che ha un buy-in di 10.000 dollari.
Tutti i Main Event delle tappe del Circuito sono preceduti da tornei preliminari che vengono giocati con buy-in inferiori e con molteplici specialità e varianti del poker.
Di seguito tutti i vincitori dei Main Event.

## Stagioni

### 2005
| Data            | Vincitore       | Premio (US$) | Ultimo giocatore eliminato | Casinò                 |
| --------------- | --------------- | ------------ | -------------------------- | ---------------------- |
| 18 gennaio 2005 | Nghi Tran       | 780.615      | Erick Lindgren             | Harrah's Atlantic City |
| 2 marzo 2005    | Chris Ferguson  | 655.220      | Prahlad Friedman           | Harrah's Rincon        |
| 23 marzo 2005   | Doug Lee        | 695.970      | Jennifer Harman            | Rio Casino             |
| 8 maggio 2005   | Jeff Lisandro   | 542.360      | Phil Ivey                  | Harrah's Lake Tahoe    |
| 28 maggio 2005  | Walter Chambers | 787.340      | Corey Bierria              | Harrah's New Orleans   |

### 2005/2006
| Data              | Vincitore         | Premio (US$) | Ultimo giocatore eliminato | Casinò                        |
| ----------------- | ----------------- | ------------ | -------------------------- | ----------------------------- |
| 25 agosto 2005    | Gregg Merkow      | 561.175      | Robert Law                 | Grand Casino Tunica           |
| 16 settembre 2005 | Chris Ferguson    | 362.088      | Chade Layne                | Harrah's Las Vegas            |
| 2 novembre 2005   | Vinny Vinh        | 437.760      | Mến Nguyễn                 | Caesars Indiana               |
| 22 novembre 2005  | Thang Pham        | 453.456      | J. C. Tran                 | Paris Las Vegas               |
| 9 dicembre 2005   | Chris Reslock     | 335.235      | John Juanda                | Showboat Casino Atlantic City |
| 26 gennaio 2006   | Daniel Negreanu   | 755.525      | Bryant King                | Grand Casino Tunica           |
| 17 febbraio 2006  | Abraham Korotki   | 433.008      | Brian Jensen               | Harrah's Atlantic City        |
| 7 marzo 2006      | Darrell Dicken    | 372.780      | Weikai Chang               | Harrah's Rincon               |
| 31 marzo 2006     | Jeffrey King      | 345.708      | Ralph Porter               | Caesars Atlantic City         |
| 11 maggio 2006    | John Spadavecchia | 648.320      | Sean McCabe                | Caesars Palace                |
| 28 maggio 2006    | Peter Feldman     | 532.950      | Gavin Smith                | Harrah's New Orleans          |
| 19 giugno 2006    | Clint Baskin      | 372.240      | Brian Fidler               | Harrah's Lake Tahoe           |

### 2006/2007
| Data              | Vincitore           | Premio (US$) | Ultimo giocatore eliminato | Casinò                   |
| ----------------- | ------------------- | ------------ | -------------------------- | ------------------------ |
| 17 settembre 2006 | Michael Arents      | 196.005      | Jerrt Renfroe              | Harrah's Lake Tahoe      |
| 4 ottobre 2006    | Mark Smith          | 306.003      | Manelic Minaya             | Grand Casino Tunica      |
| 3 novembre 2006   | Chad Batista        | 262.002      | Hoyt Lance                 | Caesars Indiana          |
| 19 dicembre 2006  | Rick Rossetti       | 368.096      | Alex Gomez                 | Harrah's Atlantic City   |
| 17 gennaio 2007   | Dennis Perry        | 563.402      | Gioi Luong                 | Grand Tunica             |
| 7 febbraio 2007   | Kosta Sengos        | 219.576      | Paul Kraus                 | Horseshoe Council Bluffs |
| 22 febbraio 2007  | Peter Feldman       | 372.780      | Davidson Matthew           | Harrah's Rincon          |
| 14 marzo 2007     | Mehrdad Yousefzadeh | 488.828      | John McMahon               | Caesars Atlantic City    |
| 6 aprile 2007     | Mến Nguyễn          | 238.756      | Young Phan                 | Caesars Indiana          |
| 2 maggio 2007     | Cory Carroll        | 505.176      | Justin Pechie              | Caesars Palace           |
| 23 maggio 2007    | Louie Esposito      | 516.801      | Clint Schafer              | Harrah's New Orleans     |

### 2007/2008
| Data                         | Vincitore        | Premio (US$) | Ultimo giocatore eliminato | Casinò                          |
| ---------------------------- | ---------------- | ------------ | -------------------------- | ------------------------------- |
| 13 settembre 2007            | Jordan Morgan    | 216.852      | Terrance Hawkins           | Grand Casino Tunica             |
| 2 novembre 2007              | Carlos Uz        | 223.042      | Marc Fratter               | Caesars Indiana                 |
| 13 novembre 2007             | Chris Ferguson   | 203.649      | Dustin Fox                 | Harvey's Tahoe                  |
| 5 dicembre 2007              | Andy Philachack  | 247.860      | Josh Arieh                 | Harrah's New Orleans            |
| 18 dicembre 2007             | John Racener     | 379.392      | Eric Buchman               | Harrah's Atlantic City          |
| 3 - 22 gennaio 2008          | Bart Tichelman   | 415.595      | Donald Nicholson           | Grand Casino Tunica             |
| 27 gennaio - 7 febbraio 2008 | Mike Pickett     | 229.002      | David Peters               | Harrah's Rincon San Diego North |
| 18 - 27 febbraio 2008        | Benjamin Hock    | 169.327      | Michael Martin             | Horseshoe Council Bluffs        |
| 5 - 15 marzo 2008            | Eric Haber       | 431.136      | Dan Hicks                  | Caesars Atlantic City           |
| 2 - 16 aprile 2008           | Wilbur Futhey    | 180.290      | Steven Merrifield          | Caesars Indiana                 |
| 20 aprile - 1º maggio 2008   | Allen Cunningham | 499.162      | Benjamin Fineman           | Caesars Palace                  |
| 9 - 21 maggio 2008           | Nick Ceci        | 382.928      | Timothy Miles              | Harrah's New Orleans            |

### 2008/2009
| Data                         | Vincitore        | Premio (US$) | Ultimo giocatore eliminato | Casinò                     |
| ---------------------------- | ---------------- | ------------ | -------------------------- | -------------------------- |
| 2 - 14 ottobre 2008          | Samuel Oberlin   | 143.064      | Jerry Martin               | Horseshoe Southern Indiana |
| 24 ottobre - 2 novembre 2008 | Steve Billirakis | 208.885      | Thomas Koral               | Horseshoe Hammond          |
| 6 - 16 novembre 2008         | Michael Binger   | 181.379      | Ty Stewart                 | Harveys Lake Tahoe         |
| 5 - 18 dicembre 2008         | Brent Roberts    | 280.040      | Phillip reed               | Harrah's Resort            |
| 20 gennaio - 4 febbraio 2009 | Kai Landry       | 183.974      | David Dao                  | Harrah's Tunica            |
| 12 - 25 febbraio 2009        | Jesse Hale       | 113.020      | Dennis Meierotto           | Horseshoe Council Bluffs   |
| 4 - 14 marzo 2009            | Samuel Chartier  | 322.944      | John Nixon                 | Caesars Atlantic City      |
| 19 - 29 marzo 2009           | Dwyte Pilgrim    | 125.775      | Esther Taylor              | Harrah's Rincon            |
| 20 - 30 aprile 2009          | Justin Bonomo    | 227.692      | Michael Mizrachi           | Caesars Palace             |
| 10 - 20 maggio 2009          | Jean Gaspard     | 211.722      | Billy Kopp                 | Harrah's New Orleans       |

### 2009/2010
| Data                          | Vincitore            | Premio (US$) | Ultimo giocatore eliminato | Casinò                     |
| ----------------------------- | -------------------- | ------------ | -------------------------- | -------------------------- |
| 15 - 25 ottobre 2009          | Daniel Livingston    | 291.749      | Thanasi Floros             | Horseshoe Hammond          |
| 23 ottobre - 2 novembre 2009  | Gabriel Cook         | 92.430       | Christopher Tryba          | Horseshoe Southern Indiana |
| 7 - 27 novembre 2009          | Matt Keikoan         | 106.435      | Justin Hallstrom           | Harveys Lake Tahoe         |
| 4 - 20 dicembre 2009          | Chris Klodnicki      | 215.915      | Kyle Bowker                | Harrah's Atlantic City     |
| 20 gennaio - 11 febbraio 2010 | Paul Wasicka         | 139.422      | Larry Gurney               | Harrah's Tunica            |
| 18 febbraio - 2 marzo 2010    | Jovan Sudar          | 95.455       | Gerald Walter              | Horseshoe Council Bluffs   |
| 3 - 14 marzo 2010             | Roland Isra          | 264.715      | Chris Mitchell             | Caesars Atlantic City      |
| 18 - 31 marzo 2010            | Bryan Devonshire     | 114.975      | Dan Schreiber              | Harrah's Rincon            |
| 2 - 15 aprile 2010            | Jeffrey Roper        | 170.814      | Jason Mo                   | Harrah's St.Louis          |
| 14 - 30 aprile 2010           | Andrew Lichtenberger | 190.137      | Dan Casetta                | Caesars Palace             |
| 7 - 20 maggio 2010            | Fred Berger          | 197.584      | Mike Beasley               | Harrah's New Orleans       |

### 2010/2011
| Data                          | Vincitore           | Premio (US$) | Ultimo giocatore eliminato | Casinò                     |
| ----------------------------- | ------------------- | ------------ | -------------------------- | -------------------------- |
| 19 - 31 agosto 2010           | Blair Hinkle        | 88.555       | Shiva Dudani               | Horseshoe Council Bluffs   |
| 2 - 12 ottobre 2010           | Charles Moore       | 98.878       | Kevin Calenzo              | Horseshoe Southern Indiana |
| 15 - 28 ottobre 2010          | Kurt Jewell         | 242.909      | Jared Kenworthy            | Horseshoe Hammond          |
| 26 - 31 ottobre 2010          | Warren Zackey       | 231.956      | Melanie Banfield           | Emerald Casino (Gauteng)   |
| 28 - 10 novembre 2010         | Travis Lutes        | 95.253       | Farid Nasserazad           | IP Casino Resort & Spa     |
| 11 - 23 novembre 2010         | Stanley Quinn       | 86.789       | John Mcneilly              | Harveys Lake Tahoe         |
| 4 - 22 dicembre 2010          | Matt Waxman         | 117.797      | Ismael Cabrera             | Harrah's Atlantic City     |
| 6 - 25 gennaio 2011           | Huy Nguyen          | 232.706      | Traci Brown                | Choctaw Casino Resort      |
| 27 gennaio - 15 febbraio 2011 | Samuel Barnhart     | 148.612      | Jesse White                | Harrah's Tunica            |
| 17 febbraio - 1º marzo 2011   | John Riordan        | 210.180      | Mike Morton                | Palm Beach Kennel Club     |
| 2 - 13 marzo 2011             | Brian Ali           | 139.284      | John Andress               | Caesars Atlantic City      |
| 10 - 30 marzo 2011            | Seneca Easley       | 70.384       | Shaun Walker               | Harrah's Rincon            |
| 31 marzo - 13 aprile 2011     | Kyle Cartwright     | 142.290      | Asheesh Boyapati           | Harrah's St. Louis         |
| 14 - 30 aprile 2011           | Christopher Johnson | 153.559      | Brian England              | Caesars Palace             |
| 28 aprile - 10 maggio 2011    | Kenny Nguyen        | 94.901       | Robert Scott               | Harrah's Chester           |
| 9 - 22 maggio 2011            | Jonathon Poche      | 121.017      | Robert Toye                | Harrah's New Orleans       |
| 27 - 29 maggio 2011           | Samuel Barnhart     | 300.000      | James Anderson             | Caesars Palace             |